# Quequeña (distrito)
O Distrito peruano de Quequeña é um dos vinte e nove distritos que formam a Província de Arequipa, situada no Departamento de Arequipa, pertencente a Região Arequipa, Peru.

## Transporte
O distrito de Quequeña não é servido pelo sistema de estradas terrestres do Peru.